# ジャナオゼン
ジャナオゼン（英: Zhanaozen、Zhanaözen、カザフ語: Жаңаөзен、Jañaözen、露: Жанаозен、Новый Узень）は、カザフスタンのマンギスタウ州にある都市。州都アクタウの東南東およそ130km、北緯43度18分0秒 東経52度48分0秒 / 北緯43.30000度 東経52.80000度の地点に位置する。
都市の名はカザフ語で「新しい川」を意味する。以前はノヴィウゼン(ロシア語: Новый Узень [ˈnovɨj ʊˈzjen])という名で知られていた。人口は1999年の国勢調査では5万1100人、2018年の国勢調査では 147,962人である。

## 歴史

### 町の成り立ち
ジャナオゼンの町は1964年にウゼン（英:Uzen）に油田の開発が行われたこと伴って開設された。開設当初の名前はノヴィウゼンであった。1968年10月21日、ノヴィウゼンは町型集落の地位を獲得し、1973年頃に地域的に重要な都市となった。1989年6月にジャナオゼンに改名された。

### 2011年　カズムナイガス油田ストライキ
2011年1月5日、カズムナイガス油田の労働者が賃金をめぐってストライキを行った。ストライキは地元の裁判所によって違法と宣言され、国営石油会社は1000人近くの従業員を解雇した。解雇された労働者の一部は、抗議のために町の広場を占拠した。2011年12月16日、警察は彼らに発砲を行ったとして告発された。政府によると、15人(労働者と警察官)が死亡したとされているが、反体制派は死者数を数十人としている。当局によると、この衝突で86人が負傷し、ジャナオゼンでは病院のベッドが不足していたため、約150キロ離れた州都アクタウで治療を受けるため多くの患者が搬送された。

### 2022年　大規模なデモ）
2022年1月、ジャナオゼンでガソリン価格の急激な上昇、汚職、権威主義、人権侵害、警察の残虐行為を理由にデモ活動が始まった。デモ活動はすぐにカザフスタンの他の地域にも広がり、2022年1月8日、政府は辞任し、新政府は今後6ヶ月間、ガソリン価格を50KZT ₸（カザフスタン テンゲ）に変更することを約束した。